# چوشو
چوشو (به ژاپنی: 天承 Tenshō) نام یک عصر تاریخی ژاپنی (نِنگُو) بود. این عصر بعد از تنشو و قبل از هوئن  قرار داشت و از اوت ۱۱۳۲ تا نوامبر ۱۱۳۵ میلادی به طول انجامید. در طی این عصر امپراتور سوتوکو، امپراتور ژاپن بود.